# The Rich Kids
The Rich Kids — британская панк/пауэр-поп-группа конца 1970-х годов. The Rich Kids стали одними из первых представителей британского пауэр-попа, миксующего музыкальное влияние 1960-х годов (The Who, The Small Faces и др.)
и панк-рок-звучание 1970-х.

## История

### Формирование состава
В конце февраля 1977 года первый басист Sex Pistols Глен Мэтлок исключается из состава группы (по официальному заявлению вследствие своей любви к творчеству Пола Маккартни и The Beatles) и заменяется Сидом Вишесом. Практически сразу же — весной 1977 года — Мэтлок (бас, вокал) собирает в Лондоне новый коллектив The Rich Kids («Богатые детки»), название которого должно было служить определённым проявлением сарказма и дистанцировать команду от бешено популярного панк-рока как нарочито грязной музыки социальных низов. Помимо Мэтлока, в группу вошли гитарист Стив Нью, который в сентябре 1975 года пробовался на роль второго гитариста Sex Pistols, барабанщик Расти Иган и гитарист The Clash Мик Джонс. Пятым членом группы стал шотландец Мидж Юр (вокал, гитара, клавиши), который, однако, первое время был сильно занят в своей софт-рок-группе Slik, позднее трансформировавшейся в панк-проект PVC2. После скорого распада PVC2 в сентябре 1977 года Юр полностью переключается на участие в The Rich Kids и становится её основным вокалистом и фронтменом. В это же время Джонс уходит обратно в The Clash.

### Первые выступления и релизы
В итоговом составе Юр/Мэтлок/Нью/Иган группа проводит лето 1977 года в репетициях, тем не менее, отметившись на проводившемся в августе в Париже втором Европейском панк-фестивале вместе с The Damned, The Boys, The Police и Asphalt Jungle. В том же 1977 году
The Rich Kids подписываются с лейблом EMI, который всего год назад расторг контракт с Sex Pistols. Уже находясь под крылом EMI, группа отправляется в начавшийся 15 декабря короткий тур по Великобритании.
В январе 1978 года на красном виниле тиражом 15 тысяч копий выходит первый одноимённый сингл группы — Rich Kids, ставший для группы самым успешным в коммерческом плане релизом и поднявшийся в английских чартах на 24 место. Учитывая, что Мэтлок в своё время готовил эту вещь для Sex Pistols, звучание сингла было самым что ни на есть «панковским». Второй сингл — антифашистская композиция Marching Men — вышел спустя три месяца, в качестве би-сайда содержал кавер-версию песни The Faces «Here Comes the Nice», и в хит-парады не попал.
С первых выступлений отношения между Мэтлоком и Юром не заладились, повторяя старую схему Sex Pistols. Мэтлок не одобрял и не разделял стремления окружающих к эпатажу и антиобщественному поведению, в то время как Юр был отъявленным дебоширом, и в частности когда-то даже пробовался Малькольмом МакЛареном на пост фронтмена Sex Pistols.

Обложка единственного альбома группы — «Ghosts Of Princes In Towers» (1978)

15 августа 1978 года на лондонской площадке «Electric Ballroom» состоялся единственный концерт супергруппы Vicious White Kids, спонтанно на один вечер сформировавшейся из Мэтлока, Нью, Рэта Скэбиса (барабанщика The Damned) и Сида Вишеса в качестве вокалиста. Присутствие последнего опровергло слухи о взаимной неприязни Мэтлока и Вишеса друг к другу после истории с уже распавшимися Sex Pistols, хотя по некоторой версии Вишес просто хотел подзаработать денег для готовящегося отъезда в Америку. Запись этого концерта впоследствии много раз переиздавалась различными независимыми музыкальными лейблами.

### Выход альбома и распад
Тогда же, в августе 1978 года, у The Rich Kids выходит дебютный и единственный альбом Ghosts Of Princes In Towers, спродюсированный Миком Ронсоном и записанный в домашней студии певца и композитора Джона Конгоса. Большинство музыкального материала было написано Мэтлоком. В 1993 году лейбл Dojo Records переиздал этот альбом, добавив в его трек-лист три би-сайда с синглов группы, последний из которых — одноимённая поп-песня Ghosts Of Princes In Towers — также вышел в августе 1978.
Вследствие трений между Мэтлоком и Юром, а также того, что альбом прошёл практически незамеченно (51-е место в чартах), участники The Rich Kids постепенно начали переключаться на другие проекты. Фактический распад группы произошёл в конце 1978 года (хотя официальное заявление о прекращении деятельности коллектива последовало только летом 1979). Мэтлок и Нью отправились в тур с Игги Попом, а Иган и Юр, поработав каждый с разными коллективами, в итоге воссоединились в поп-группе Visage, откуда Юр в апреле 1979 года ушёл в Ultravox.
7 января 2010 года участники группы воссоединились в Лондоне, чтобы дать благотворительный концерт в поддержку Стива Нью, на протяжении последних лет боровшегося с раком. Нью умер 24 мая 2010 года.

## Состав
- Мидж Юр — вокал, гитара, клавиши
- Глен Мэтлок — бас, бэк-вокал
- Стив Нью — гитара, бэк-вокал
- Расти Иган — барабаны
- Мик Джонс — гитара (1977)

## Дискография

### Альбомы
- Ghosts Of Princes In Towers (1978)

### Синглы
- Rich Kids / Empty Words (январь 1978)
- Marching Men / Here Comes the Nice (март 1978)
- Ghosts of Princes in Towers / Only Arsenic (август 1978)